# Vilo Acuña Airport
Vilo Acuña Airport är en flygplats i Kuba.   Den ligger i provinsen Isla de la Juventud, i den västra delen av landet, 190 km sydost om huvudstaden Havanna. Vilo Acuña Airport ligger 3 meter över havet. Den ligger på ön Cayo Largo.
Terrängen runt Vilo Acuña Airport är mycket platt. Havet är nära Vilo Acuña Airport västerut.  Närmaste större samhälle är Marina Cayo Largo, 3,1 km väster om Vilo Acuña Airport. 